# Passaui békeszerződés

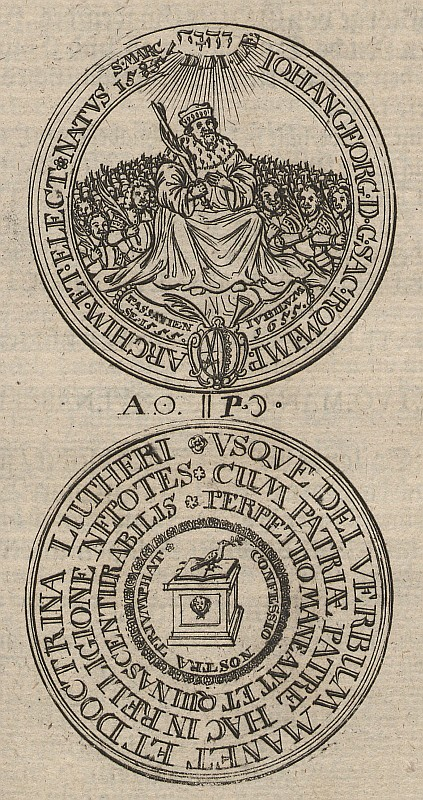
I. János György szász választófejedelem emlékérme az 1552-es passaui békeszerződéshez és az augsburgi vallásbékéhez

Az 1552. augusztus 2-i passaui békeszerződés I. Ferdinánd római-német király és a protestáns birodalmi fejedelmek között Szász Móric vezetése alatt a hercegi lázadás után a protestantizmus formális elismerését jelentette, amelyet az augsburgi vallásbékével kötöttek meg 1555-ben. A szerződés megtárgyalása és megkötése a passaui Lamberg-palotában történt, és a solmsi grófok rödelheimi kastélyában írták alá.
V. Károly német-római császár és csapatai Innsbruckból Villachba menekülésével Móric elérte elsődleges háborús célját, hogy tárgyalásokat kezdjen Károly testvérével, I. Ferdinánd királlyal, a Károly nélküli birodalom régensével, és megoldást kényszerítsen vallási kérdésekben a birodalomra, amelyeket Károllyal nem lehetett létrehozni, mert nem volt felkészülve a békés rendezésre.

## Tárgyalások
Ferdinánd király és Móric választófejedelem mellett Albert bajor herceg, Ernő salzburgi érsek, Wolfgang passaui és Moritz eichstätti püspök személyesen vett részt a passaui tárgyalásokon. Követek képviselték Mainz, Trier, Köln, Pfalz és Brandenburg választófejedelmeit, Vilmos jülichi herceget, Christoph württembergi herceget, Pomeránia hercegeit, János brandenburg-küstrini őrgrófot, if. Henrik braunschweigi herceg, a würzburgi püspök, IV. Vilmos hessen–kasseli tartománygróf és Ottó Henrik pfalzi választófejedelem nádor. Hessent Heinrich Lersner képviselte.
A tárgyalások a küszöbön álló második őrgrófháború légkörében zajlottak, amelyet aztán valójában Albert Alcibiades őrgróf vívott meg. A császár képviselőinek azonban nem volt felhatalmazásuk a végső szerződés megkötésére, Károly maga akart dönteni. A tárgyalások főleg a harcoló felek között zajlottak. Ferdinánd és a többi fejedelem közvetített a konfliktusokban.

## Birodalmi jogi jelentősége
Ez a szerződés egyben kompromisszumos megállapodás volt Ferdinánd és Szász Móric között. Károly császár vállalta, hogy elengedi Móric apósát, Fülöp hesseni tartománygrófot, aki az 1547-es wittenbergi kapituláció óta császári fogságban volt. A béketárgyalások eredményeként szabadult a bebörtönzött egykori szász választófejedelem,  I. János Frigyes is. Végső soron a császár feladata az volt, hogy biztosítsa a Szent Római Birodalom védelmét az Oszmán Birodalom fenyegetésével szemben a forrongó török háború idején. A Szász Móric vezette protestánsok vállalták, hogy támogatják a császárt. A passaui békeszerződés első lépés volt a tartós béke felé, amely három évvel később az augsburgi birodalmi vallásbékéhez vezetett.

### A császár pozíciója
Károly kezdetben elutasította a Passauban letárgyalt szerződéstervezetet, és ragaszkodott a változtatásokhoz, többek között: az erőszakról való megállapodás szerinti lemondás határideje a következő Reichstagig, amelynek ezután meg kell találnia a Birodalom vallási újraegyesítésének módját. Károly 1552. augusztus 15-én vonakodva ratifikálta a módosított tervezetet.
Ebből a szempontból sokkal fontosabbak voltak a szerződést megelőző passaui tárgyalások. A történészek valóban úttörő dolognak tekintik őket. Károly sokáig ellenállt a lázadó fejedelmek követeléseinek, és a hozzá hű Frankfurt am Main városának állhatatosságával, amely dacolt a hercegek ostromával (1552. július 17-től augusztus 9-ig) a Nápolytól és a Fuggerektől kapott pénzügyi támogatások miatt a dolgok megváltoztak, a helyzet fokozatosan javul. Károly visszautasította a végleges, örök békesség követelését a vallási kérdésben.

### A hercegek érdekei
Ennek ellenére szinte mindenki, aki részt vett a tárgyalásokon, a stabil, fenntartható rendezésben volt érdekelt a status quo alapján. Ez azért volt érdekes, mert addig a katolikus egyház mindig ragaszkodott ahhoz, hogy az egyház egységét mindenáron fenn kell tartani. Másodszor, egyetértés volt abban, hogy a békének elsőbbséget kell élveznie az egyház újraegyesítésével szemben. A vallási vitákat legalizálni kell, és így politikailag semlegesíteni kell. Stabil békét akartak, még akkor is, ha a teológiai kérdések megoldatlanok maradtak. Nem sokkal korábban ezeknek a nézeteknek aligha voltak követőik a birodalomban. Harmadszor pedig a Passauban összegyűlt hercegek meg voltak győződve arról, hogy maguknak a császári birtokoknak kell megoldaniuk a problémákat. Nemcsak a császárnak vagy a pápának a feladata a béke megteremtése, hanem a birodalmat belülről kell megbékíteni. A Kúria álláspontját nem vették figyelembe, és V. Károly korábbi ideiglenes megállapodását, az Augsburger Interims formájában, szintén csendesen feladták.
Annak ellenére, hogy Károly elutasította a szerződést mint végleges megállapodást, Móric is beleegyezett a határidőbe. Inkább tekinti magát a protestantizmus megmentőjének, mintsem hogy folytassa a háborút a Habsburgok ellen, főleg, hogy a háború a császár erőforrásai miatt valószínűleg hosszú távon amúgy sem lett volna megnyerhető.

### Ferdinánd király érdekei
Érdekei elsősorban Magyarország és az osztrák örökös földek biztosítására irányultak, ehhez azonban a birodalom békéjére volt szükség. Ferdinánd tudta, hogy a török elleni harchoz a birodalom minden erejére szüksége van, beleértve a protestánsokat is, amint azt Bécs 1529-es ostroma is megmutatta. A passaui békeszerződés végrehajtása nem a császárnak, hanem fivérének, Ferdinándnak volt köszönhető. 

## Eredmények
A passaui szerződésben többek között az augsburgi átmeneti időszakot eltörölték, és a protestáns képviselőket felvették a birodalmi kereskedelmi kamarába.

## Fordítás
- Ez a szócikk részben vagy egészben  a   Passauer Vertrag című német Wikipédia-szócikk ezen változatának fordításán alapul.  Az eredeti cikk szerkesztőit annak laptörténete sorolja fel. Ez a jelzés csupán a megfogalmazás eredetét és a szerzői jogokat jelzi, nem szolgál a cikkben szereplő információk forrásmegjelöléseként.